# Новоленинское сельское поселение
Новоленинское сельское поселение — муниципальное образование в Тимашёвском районе Краснодарского края России.
В рамках административно-территориального устройства Краснодарского края ему соответствует Новоленинский сельский округ.
Административный центр — хутор Ленинский.

## Население
| 2010  | 2012  | 2013  | 2014  | 2015  | 2016  | 2017  |
| ----- | ----- | ----- | ----- | ----- | ----- | ----- |
| 3218  | ↗3311 | ↗3463 | ↗3588 | ↗3671 | ↗3754 | ↗3787 |
| 2018  | 2019  | 2020  | 2021  | 2023  |       |       |
| ↘3760 | ↘3705 | ↘3690 | ↘3519 | ↘3503 |       |       |

## Населённые пункты
В состав сельского поселения (сельского округа) входят 5 населённых пунктов:
| № | Населённый пункт | Тип населённого пункта | Население (чел.) |
| - | ---------------- | ---------------------- | ---------------- |
| 1 | Ленинский        | хутор                  | ↗1845            |
| 2 | Барыбинский      | хутор                  | ↘280             |
| 3 | Греблянский      | хутор                  | ↗205             |
| 4 | Новый            | хутор                  | ↗605             |
| 5 | Рашпиль          | хутор                  | ↗283             |

## История
В 1882 году образовались  хутор Греблянский (бывший хутор войскового старшины Закрепы) и  хутор Новый (населенный пункт состоял из 79 дворов, в которых проживало 172 человека мужского населения и 169 человек женского), в 1897 году образовался хутор Барыбинский (бывший хутор братьев Маглеванных), в 1899 году был создан  хутор Рашпиль (бывший хутор полковника В.А.Рашпиля).
В 1893 году образовался хутор Григорова (на территории современного хутора Ленинского), он насчитывал 69 хозяйств, мужчин – 179 человек, женщин – 196 человек.
В 1920 году хутора объединились в сельский Совет депутатов трудящихся- Григоровский, который находился  на х.Новом (ул.Курганная) в доме кулака. Первым председателем Совета был местный житель Бабич Игнат Лукьянович.
В 1924 году был образован хутор Ленинский (бывший хутор войскового старшины Животовского). Хутор Ленинский  насчитывал 69 хозяйств, в них 179 мужчин и 196 женщин. Первыми жителями хуторов были переселенцы с Украины, из Белоруссии, Азербайджана. Первопоселенцы: Кляута А.Г., Подпрядко В.Х., Мамцев И.П., Шевченко Д.С., Акара Е.Ф., Медведовский А.Ф., Хрунин Н.А., Костенко А.Е., Костенко А.Д.
В 1924 году был создан хутор Рыково (в настоящее время хутор Новый). Населенный пункт состоял из 79 дворов, в которых проживало 172 человека мужского населения и 169 человек женского.
До установления Советской власти территория  хутора принадлежала помещикам Григорьеву, Рашпилю, Гукову.
В 1925 году был образован СОЗ. Председателем был назначен Рашкевич Алексей Клиофонтович, первым бригадиром- Медведовский А.Ф., секретарем комсомольской организации- Хрунин Н.А.(комсомольская организация насчитывала 30 человек).
В 1926 году хутора объединились, образовав Рыково-Ленинский сельский Совет. Он состоял из 148 хозяйств, где было 716 человек, из них 351 – мужчины, 365 – женщины. Первым председателем совета был назначен Столяр Аким Тихонович.
В 1927 году  было организовано товарищество по совместной обработке земли (ТОЗ). Первым председателем этого товарищества был Прокопенко Василий Харитонович.
В 1928 году в хуторе появилось радио.
В 1930 году было организовано 3 колхоза: имени Сталина (председателем был избран Бабич Игнатий Лукьянович), имени Кагановича и Первенец. Первыми колхозниками стали: Малащенко С.Г., Ляшов П.А., Мамцев И.Т., Костенко А.Е., Медведовский А.Ф.
До войны председателем колхоза имени Сталина был Гашонов А.К., парторгом Величко В.Т., агрономом Побединский К.С.
В 1930 году  Рыково-Ленинский сельский Совет был переименован в Новоленинский сельский совет, объединяя в административном делении шесть хуторов: Новый, Ленинский, Барыбинский, Греблянский, Рашпиль, Некрасова. Он состоял из 148 хозяйств, где было 716 человек, из них 351 – мужчины, 365 – женщины.
На хуторах имелись начальные школы:
№49(ул.Курганная)-закрыта в 1949 году
№30 (х.Барыбинский)-закрыта в 1970 году
№31 (х.Ленинский) –ныне МБОУ СОШ №12
№34(х.Некрасова)-закрыта в 1963 году.
№43(х.Рашпиль)-закрыта в 1963 году.
В 1930 году на территории сельского Совета проживало 700 человек, 200 семей, к 1939 году число жителей увеличилось  до 1200 человек. Председателем был Костенко Александр Ефимович (умер в 1994 году), исполком  состоял из 17 депутатов.
В 1930 году в хуторе  появились первые телефоны (телефонная линия  была проведена по столбам со станции Тимашевская), открыта изба-читальня. Заведующим был Хрунин Николай Григорьевич.
В 1934 году начал работать медицинский пункт.
В  годы Великой Отечественной войны  470 мужчин ушли на фронт (одни из первых- Бабич А.Н., Мамцев И.Т., Дворников Д.И., Шкурко А.С.), 155 хуторян погибли. Одна из улиц поселения носит имя Братьев Чесноковых, которые погибли, защищая нашу Родину.
Хутор был оккупирован немцами 6 августа 1942 года, освобожден 11 февраля  1943 года.
В первое время после войны председателем колхоза был  Моисеев В.И., председателем Совета – Буряков А.В.
В 1948 году построена местная гидроэлектростанция.
В 1950 году три мелких колхоза объединились в  один крупный-колхоз имени Сталина. В колхозе было около 2 тысяч гектаров земли. В колхозе было четыре бригады. Возглавляли их: Бабич Андрей, Костенко А.Д., Шкурко Ф.С., Пономаренко М.И. В каждой бригаде было по 30 лошадей. Всего в колхозе было до 100 голов коров, до 500 голов свиней. Сорта пшеницы высеивались «Седоуска» и «Украинка».
После смерти Сталина колхоз стал именоваться «Колхоз «Родина».
В 1954 году началось строительство  средней школы  на территории хутора Ленинского,  окончено в 1957 году.
В 1955 году  установлена автоматическая телефонная станция на 100 номеров, в 1988 году смонтирована вторая АТС на 100 номеров.
В 1956  году пробурили первую артезианскую скважину (председатель колхоза В.П.Гончаров), затем было пробурено еще 7 скважин.
В 1957 году начали строить первую гравийную дорогу (председатель Панасюк В.Н.).
В 1961 году построен дом культуры.
В 1963 году начали асфальтировать улицы. Первые 6 км асфальта проложены по ул.Красная до трассы.
В 1964 году колхоз «Родина» и Тимашевский колхоз «Память Ленина» объединили  в одно хозяйство – «Память Ленина».
В 1965 году х.Новоленинский подключен в государственную электросеть.
В 1967 году в центре х.Ленинского был открыт обелиск памяти павших героев. На стеле высечены имена хуторян, не вернувшихся с полей битвы, а также тех солдат и офицеров, кто погиб в февральские дни 1943 года при освобождении хутора Новоленинского (большую поисковую работу провели учащиеся школы под руководством Прохоровой Л.И.).
В 1973 году был построен детский сад на 220 мест (председатель  Михайлов Иван Сергеевич).
В 1977 году зажегся первый сетевой газ в квартирах пятисот  новоленинцев.
В 1993 году сельсовет был преобразован в сельский округ.
В 2005 году в границах  сельского округа было образовано Новоленинское сельское поселение.

## Галерея

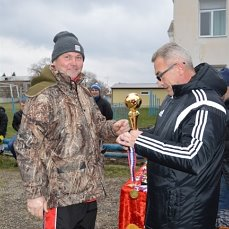
Награждение победителей

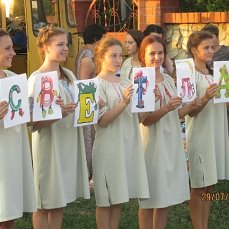
Праздник улицы Светлой

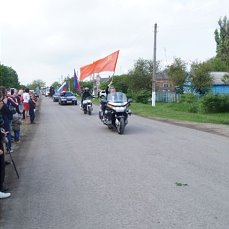
Празднование Дня Победы в Новоленинском сельском поселении

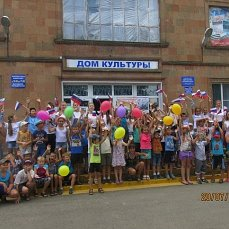
Летний школьный лагерь

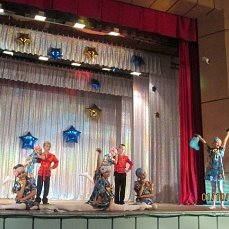
Концертный номер

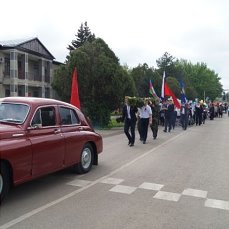
Парад Победы

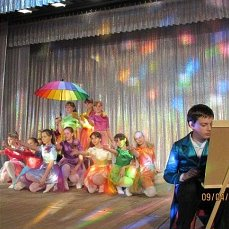
"Художник" в исполнении танцевального коллектива "Альянс"

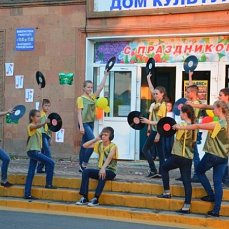
Отчётный концерт танцевального коллектива "Альянс"

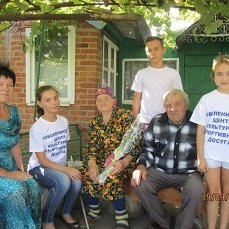
Поздравления с юбилеем